# Pedro Zabalza
Pedro María Zabalza Inda (ur. 13 kwietnia 1944 w Pampelunie) – hiszpański piłkarz występujący na pozycji pomocnika i trener piłkarski.

## Kariera
Z zespołem FC Barcelona dwukrotnie zdobył Copa del Generalísimo (1968, 1973). W latach 1968–1969 rozegrał 7 meczów i strzelił 1 gola w reprezentacja Hiszpanii. Po zakończeniu kariery pracował jako trener m.in. Osasuny Pampeluna. Obecnie jest szkoleniowcem Reprezentacji Nawarry
| Sezony    | Klub            | Mecze | Gole |
| --------- | --------------- | ----- | ---- |
| ?-?       | Gure Txokoa     | 190   | 36   |
| 1963–1964 | Oberena         | ?     | ?    |
| 1964-1967 | CA Osasuna      | ?     | ?    |
| 1967-1973 | FC Barcelona    | 159   | 10   |
| 1973-1976 | Athletic Bilbao | 54    | 2    |
| 1976-1977 | CA Osasuna      | ?     | ?    |